# سیارک ۱۳۲۸۲۴
سیارک ۱۳۲۸۲۴ (به انگلیسی: 132824 Galamb، نامگذاری:2002QE79)۱۳۲۸۲۴مین سیارک کشف شده‌است که در ۱۷ اوت ۲۰۰۲ کشف شد.